# Ordine di Matilde
L'Ordine di Matilde (od Ordine della regina Carolina Matilde, in danese: Mathilde Ordenen) era un ordine conferito come segno di stima personale ai membri della famiglia reale danese, sia femminili che maschili , da parte della regina consorte Carolina Matilde di Hannover.

## Storia
L'Ordine di Matilde venne istituito nel 1771 dalla regina consorte Carolina Matilde di Hannover, moglie di re Cristiano VII, nel giorno del compleanno del marito (29 gennaio) per celebrare il suo genetliaco. L'intento dell'Ordine era quello di essere una benemerenza personale destinata a premiare i membri meritevoli della casata reale.
L'Ordine venne dichiarato cessato il 17 gennaio 1772, a nemmeno un anno dalla sua istituzione, con l'esilio della stessa regina consorte, accusata di cospirazione e tradimento ai danni del marito.

## Insegne
L'Ordine si presenta come un ovale al centro del quale si trova il monogramma della regina consorte "M" (Matilde), il tutto circondato da una cornice in argento e diamanti, attorniato a sua volta da due rami d'alloro incrociati e sormontata dalla corona reale danese dei medesimi materiali.
Il nastro è bianco con una striscia rossa per parte.

## Elenco degli insigniti
Questo è l'elenco completo di tutti gli insigniti dell'Ordine
- Carolina Matilde di Hannover, sovrana dell'Ordine
- Cristiano VII di Danimarca, marito di Carolina Matilde
- Giuliana Maria di Brunswick-Lüneburg, regina vedova e matrigna di re Cristiano VII
- Federico di Danimarca, principe ereditario
- baronessa von Schimmelmann
- Tenente generale von Gähler
- contessa Holstein di Holsteinsborg
- Tenente generale Carl Schach
- Ministro conte Adolph Siegfried von der Osten, consigliere privato
- Tenente generale Peter Elias von Gähler
- conte Enevoldt von Brandt, ciambellano reale
- Ministro Johann Friedrich Struense